# Carlos Nuno Calado
Carlos Nuno Tavares Calado (Alcanena, 5 de Outubro de 1975) é um atleta português de salto em comprimento e também velocista.
Em 2001 recebeu a Medalha Olímpica Nobre Guedes.
É recordista nacional do salto em comprimento, já foi recordista dos 100 metros e do triplo salto.
Teve como treinadores Miguel Lucas até 2003 e a partir de 2008, e Fausto Ribeiro de 2003 a 2007.
A partir de 1994 até 1996 foi atleta do Clube de Natação de Rio Maior, a partir de 1997 até 2003 representou o Sporting CP onde depois regressa em 2009 até 2010, em 2004 representa o FC Porto, em 2005 representa o Bairro dos Anjos e, em 2006, o SL Benfica. Em 2007 representa o Olímpico de Lagos, equipa de Lagos, em 2008 representa a Casa Benfica de Alcobaça.
Carlos Calado tem como pontos altos internacionais a Medalha de bronze nos Campeonatos do Mundo em 2001 na cidade de Edmonton no Canadá. Foi Campeão Europeu em Sub23 em Turku em comprimento e Medalha de prata em 100 metros.
Foi Medalha de bronze nos Campeonatos do Mundo em Pista Coberta realizado na cidade de Lisboa onde correu em casa em 2001 no comprimento. Em 1998, na cidade espanhola de Valência, no Campeonato Europeu em Pista Coberta, outra vez no comprimento foi Medalha de prata.
Desde 2008 é também treinador de Atletismo do Casa do Benfica de Alcobaça.

## Recordes pessoais
- 100 metros: 10,11 (Vila Real de Santo António - 1999)
- 200 metros: 20,90 (Coimbra - 1997)
- Comprimento: 8,36 (Lisboa - 1997) (Recorde Nacional)
- Triplo salto: 17,09 (Espinho - 1999)

## Palmarés
Campeonatos Nacionais
- 2 Campeonatos Nacionais 100 metros (1996, 1999)
- 2 Campeonatos Nacionais 200 metros (1996, 1997)
- 3 Campeonatos Nacionais Salto em comprimento (1994, 2001, 2004)
- 2 Campeonatos Nacionais Triplo salto (1994, 1995)
- 6 Campeonatos Nacionais em Pista Coberta Comprimento (1995 - 2000)
- 4 Campeonatos Nacionais em Pista Coberta Triplo salto (1995 - 1997, 1999)
- 1 Campeonato Nacional em Pista Coberta 60 metros (1999)
- 1 Campeonato Nacional Júnior Comprimento (1994)
- 2 Campeonatos Nacionais Júnior Triplo salto (1993, 1994)

Jogos Olímpicos
- (Atlanta 1996) Comprimento (Qualificações)
- (Atlanta 1996) Triplo salto (Qualificações)
- (Sydney 2000) Comprimento (10º lugar)

Campeonatos do Mundo
- (Atenas 1997) 100 metros (Quartos Final)
- (Atenas 1997) Comprimento (Qualificações)
- (Sevilha 1999) 100 metros (Quartos Final)
- (Sevilha 1999) Comprimento (Qualificações)
- (Edmonton 2001) Comprimento (Medalha de bronze)

Campeonatos do Mundo Pista Coberta
- (Paris 1997) Comprimento (11º lugar)
- (Lisboa 2001) Comprimento (Medalha de bronze)

Campeonatos da Europa Pista Coberta
- (Valência 1998) Comprimento (Medalha de prata)
- (Viena 2002) Comprimento (Qualificações)
- (Madrid 2005) Triplo salto (Qualificações)

Campeonatos da Europa de Sub-23
- (Turku 1997) Comprimento (Medalha de ouro)
- (Turku 1997) 100 metros (Medalha de prata)

Campeonatos do Mundo de Juniores
- (Lisboa 1994) Comprimento (8º lugar)
- (Lisboa 1994) Triplo salto (6º lugar)